# IEEE 802.1D
| スタブアイコン | サブスタブ | この項目は、まだ閲覧者の調べものの参照としては役立たない、コンピュータに関連した書きかけの項目です。この項目を加筆・訂正などしてくださる協力者を求めています（P:コンピュータ）。 |

IEEE 802.1D（アイトリプルイーはちまるにてんいちディー）は、IEEE 802.1ワーキンググループが策定した、IEEEにおけるMACブリッジの標準規格。

## 概要
”802.1D”はIEEE 802.1ワーキンググループによって標準化されたMACブリッジの標準規格であり、ブリッジ接続やSTPに関することなどが含まれる。
また、IEEE 802.3(イーサネット)や802.11(無線LAN)、802.16(WiMAX)等多くの802プロジェクトとのリンクに関することが幅広く含まれている。
なお、VLANに関することは802.1Dではなく802.1Qで定義される。
この規格には複数の版が存在する。
| 名前             | Superseded by | 備考 |
| ---------------- | ------------- | ---- |
| IEEE 802.1D-2004 | 802.1Q-2014   |      |
| IEEE 802.1D-1998 | 802.1D-2004   |      |
| IEEE 802.1D-1990 | 802.1D-1998   |      |